# 荷包地不容
荷包地不容（学名：Stephania dicentrinifera）是防已科千金藤属的植物，为中国的特有植物。分布在中国大陆的云南等地，生长于海拔1,000米至2,550米的地区，一般生于林下以及多石砾的地方，目前尚未由人工引种栽培。